# Динарівка
Динарівка (біл. вёска Дзінароўка) — село в складі Смолевицького району Мінської області, Білорусь. Село підпорядковане Озерицько-Слобідській сільській раді, розташоване в центральній частині області.